# Света Анастасия (остров)
Вижте пояснителната страница за други значения на Света Анастасия.
Света Анастасия е остров на България в Бургаския залив в Черно море с едноименен манастир. Между 1945 и 1991 г. островът се нарича Болшевик.
Макар и малък, островът има много интересна и драматична история. Няколко пъти сменя името и основното си предназначение. През Средновековието там е построен манастир, нападан и опожаряван няколко пъти. В средата на острова е манастирската църква „Св. Климент Охридски“, чиято реставрация и консервация продължава. На острова има и фар, няколко сгради за нощувки, ресторант, както и малък кей.

## География
Намира се на 6,5 км югоизточно от Бургас, между носовете Света Анастасия и Атия. Изграден е от вулканични скали. На него се намира манастирът „Света Анастасия“, посветен на света Анастасия Фармаколитрия (Лечителка).
Има площ около 9 декара. Островът е третият по големина след островите Свети Иван и Свети Кирик сред българските острови в Черно море.
Климатичните условия и морската вода са оформили интересни скални образувания, чиито наименования са резултат от формата, на която се оприличават – Дракон, Вкаменен кораб, Порта на слънцето, Гъба.
Специални проучвания на птичия свят на Острова до Бургас не са правени, но местоположението му предоставя възможност за наблюдение на мигриращите птици по прелетния път Виа Понтика. Всяка пролет и есен над острова преминават огромни ята от бели и черни щъркели, обикновени мишелови, осояди, малки кресливи орли. От Света Анастасия могат да се наблюдават в полет средиземноморска жълтокрака чайка, скален гълъб, чавка, бял ангъч, голям корморан. Мигриращите пойни птици използват острова за почивка.
В морската вода често се срещат черноморски сафрид и лефер. През есента в мрежите на рибарите попадат илария, паламуд, попчета. Морската фауна във водите около острова включва също и медузи, рапани, черни миди, планктон.

## История
Най-ранното човешко присъствие на острова датира от IV – VI век. Доказателство за него е намерено през 1973 г. При подводни проучвания е открит богат керамичен материал, сред който е и цяла антична амфора от Константинопол.
През XVII век островът за пръв път бива картографиран на карта на Черно море от нидерландския учен Николаос Витсен.
Най-ранното писмено свидетелство за съществуването на манастира е грамота на вселенския патриарх Йеремия II, публикувана от гръцкия историк Ламброс Камперидис. Грамотата е с дата юни 1575 г. и документира укрепването на манастира, в който са служили двама монаси. В грамотата е споменат и анхиалецът Михаил Кантакузин Шейтаноглу, който има влияние над патриарха, също родом от Анхиало (днес Поморие).
Няколко години по-късно манастирът „Света Анастасия“ преминава под управлението на созополския ставропигиален манастир „Свети Йоан Кръстител“ на едноименния остров. Това подчинение продължава до 1623 г., когато созополският манастир е окупиран от казаци и след това разрушен от турците. Част от созополските монаси се заселват след това на о-в Св. Анастасия. През 1656 г. османският пътеписец Евлия Челеби посещава острова и споменава за богат манастир с голям празник.
През 1784 г. манастирът е посетен от френския офицер Лафит-Клаве, който заварва на острова турски войски, дислоцирани там срещу евентуални нападения на руския флот. Островът е превърнат в стратегическа база на турската артилерия, за което свидетелстват железните топове, открити в акваторията му.
След Освобождението на България на острова е имало малка риболовна и транспортна флотилия и малка корабостроителница, където се строели и ремонтирали лодките. Била изградена и вятърна мелница. Всичко това е било собственост на манастира и служело за неговата издръжка. Благодарение на дарители от Бургаския край манастирът е възстановяван няколко пъти след тежките пожари и пиратски набези през вековете. През 1802 г. е ремонтирана и изографисана манастирската църква „Св. Климент Охридски“ със средства от котленеца хаджи Матей, родоначалник на известния бургаски род Хаджипетрови. Така бил съхранен последният оцелял средновековен островен манастир по Западното Черноморие.
След създаването на Българската екзархия манастирът остава на подчинение на Константинополската патриаршия. През 1905 г. след дълги протести манастирът „Света Анастасия“ е предаден от Константинополската на Българската патриаршия. Преди предаването игуменът на манастира прави опит да продаде манастирските имоти и ценности, което предизвиква брожение в Бургас.
При управлението на Стефан Стамболов на острова е открит 7-ият и последен морски фар по българското черноморско крайбрежие на 15 август 1888 г.
След Деветоюнския преврат от 1923 г. занемареният островен манастир се превръща в удобно място за изолация на политически опоненти на правителството на Александър Цанков. Така през втората половина на 1923 г. на острова са интернирани 132 комунисти и земеделци. Трудната поддръжка на островния затвор принуждава правителството да прехвърли лагерниците в бургаския полицейски участък, част от тях са освободени. След атентата в църква „Света Неделя“ в София през април 1925 г. островът отново е превърнат в лагер, като само в 4 от килиите са затворени 90 арестанти.
На 29 юли 1925 г. 43-ма политически затворници организират бягство, само няколко дни преди процес срещу тях с очаквани смъртни присди. Успяват да преплават с 2 гребни лодки на групи до нос Чукаля в Странджа, а оттам достигат до Истанбул. На 17 август 1925 г. отплават на борда на съветския кораб „Илич“ към СССР. Голяма част от избягалите комунисти, сред тях и секретарят на бургаския окръжен комитет на БКП Теохар Бакърджиев, стават жертва на сталинистките репресии през 40-те години на XX век. Много от тях впоследствие биват интернирани в Сибир, където намират смъртта си.
На 18 април 1935 г. група политици, критикували правителството, сред които и бившите премиери Кимон Георгиев и Александър Цанков, са интернирани за кратко на остров Света Анастасия. Задържането им предизвиква правителствена криза, ръководството на Военния съюз е отстранено от управлението и е съставен нов кабинет начело с Андрей Тошев.
От лятото на 1940 г. до средата на следващата година на острова отново действа лагер за политически затворници.
Бягството на комунистическите затворници през 1925 г. става причина островът да бъде преименуван след Втората световна война на Болшевик. Ообявен е за „историческо място на революционната борба“ през 1967 г. Старото име на острова е върнато през 1991 г.
През 60-те години там е уредена музейна експозиция, отразяваща събитията от 1925 г., а голямата южна сграда бива използвана като хотел. В този период островът се превръща в убежище на бургаската интелигенция. Много творчески личности черпят там вдъхновение. Сред тях е поетът Христо Фотев, който дори получава прозвището „губернатор на острова“. На острова прекарват летните си почивки също известният театрален режисьор проф. Николай Люцканов, актьорът Александър Притуп, бургаският актьор Тодор Тодоров, актрисата Полина Доростолска.
През ХХ век манастирският комплекс на остров Света Анастасия е реставриран няколко пъти. През 60-те години строителните работи засягат преди всичко манастирските сгради и съвсем малко църквата. Част от оцелелите стенописи са свалени и съхранени от екипа на художника Дамян Заберски.
През 1975 г. островът е електрифициран и водоснабден. Открита е голяма музейна експозиция, част от която е посветена на старата история на острова, а в друга се прославят героите от 1925 г.
На острова са снимани:
- филмът „На малкия остров“ на режисьора Рангел Вълчанов (1958);
- филмът „Островът“ на режисьора Камен Калев с участието на Летисия Каста (2010).

Сградите на острова се стопанисват отново от Българската православна църква.
В началото на XXI век интересът към острова отново се съживява. Община Бургас поема инициативата да организира проектирането и издигането на внушителен метален кръст, посветен на свети Андрей Първозвани. В днешни дни „Света Анастасия“ е единственият оцелял островен манастир в България. През летния сезон до острова пътува корабче, което тръгва от Морска гара Бургас.